# 蘭陵県
蘭陵県（らんりょう-けん）は、中華人民共和国山東省臨沂市に位置する県。

## 歴史
中華民国時代は費県、臨沂県、郯城県に属していた。1947年（民国36年）に蒼山県が設置される。2014年1月17日、蘭陵県と改称された。

## 行政区画
- 街道:卞荘街道、蒼山街道
- 鎮:大仲村鎮、蘭陵鎮、長城鎮、磨山鎮、神山鎮、車輞鎮、尚岩鎮、向城鎮、新興鎮、南橋鎮、荘塢鎮、魯城鎮、砿坑鎮、芦柞鎮
- 郷:下村郷